# 苏丹阿吉·穆罕默德·苏莱曼·瑟宾甘国际机场
苏丹阿吉·穆罕默德·苏莱曼·瑟宾甘国际机场（印尼语：Bandar Udara Internasional Sultan Aji Muhammad Sulaiman Sepinggan，印尼语常缩写作“SAMS”）原名瑟宾甘机场（Sepinggan），是印度尼西亚东加里曼丹省巴厘巴板的一座机场，航站楼的年旅客吞吐量可达1,000万人次。由于机场周围有大量建筑物，且唯一的跑道突入民宅区内，因此在巴厘巴板机场降落对飞行员具戏剧性和挑战性。
苏丹阿吉·穆罕默德·苏莱曼·瑟宾甘国际机场是印度尼西亚第六繁忙的机场，暨加里曼丹地区最繁忙的机场，但是2014年以来交通量却持续大幅下降，未来三马林达的新机场建成也将与巴厘巴板机场争抢客源。2014年的10月到12月间，国际机场协会在调查了全球年旅客量500至1,500万人次的79座机场后，将苏丹阿吉·穆罕默德·苏莱曼·瑟宾甘国际机场评为世界服务质量第十六佳机场，暨东南亚最佳机场。国际机场协会所作的2017年第二季度全球机场服务质量排名中，苏丹阿吉·穆罕默德·苏莱曼·瑟宾甘国际机场位列印尼入榜的三个机场之首；第三季度的排名上升到世界第三。

## 历史

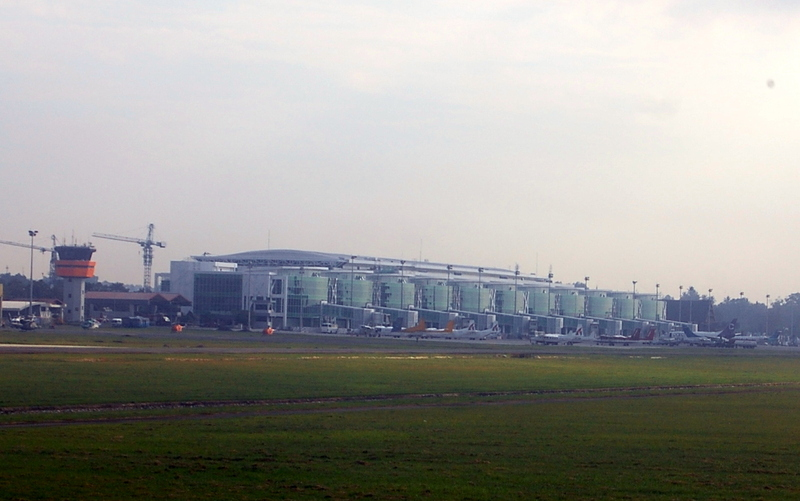
正在建设中的巴厘巴板机场航站楼

机场在荷兰殖民时期的1920年建成投入使用，作为壳牌石油下属的巴达维亚石油公司在巴厘巴板附近地区活动的飞行基地，最初依所在地区瑟宾甘之名而称为瑟宾甘机场（Sepinggan）。瑟宾甘机场在1960年移交印尼民航总局后，成为民用和商业机场；1987年1月9日转交印尼第一机场公众公司管理。
1991至1997年间，巴厘巴板机场进行了两次翻修。第一次翻修于1994年完成，翻新了滑行道、停机坪、塔台、航站楼和货运楼，并将跑道延长。1995年，巴厘巴板机场被指定为印尼第五个朝觐机场，朝觐服务范围覆盖东加、中加和南加三省，1996到1997年间翻新了机库和航油站等设施。1997年8月6日，印尼总统苏哈托为机场新建的设施主持开幕。2011年7月，巴厘巴板机场开始新一轮改建工程，建造新的航站楼和停车场等设施。
2013年，虽然当地居民大多反对将机场名称做出更改，在东加里曼丹省长阿旺·法罗克·伊沙克领导下，时任巴厘巴板市长黎萨·阿芬迪依然签署文件将机场名称改为“苏丹阿吉·穆罕默德·苏莱曼·瑟宾甘国际机场”，以纪念第十八任库台苏丹阿吉·穆罕默德·苏莱曼，他在位时允许荷兰人开采库台地区的矿产资源，因而带动了这一地区的经济。2014年9月15日，印尼总统苏西洛·班邦·尤多约诺为机场主持仪式，启用新的航站楼，同时升格为国际机场并正式更名苏丹阿吉·穆罕默德·苏莱曼·瑟宾甘国际机场。
2022年1月，印尼國會通過遷都法案，將首都遷至東加里曼丹省佩納揚北巴塞爾縣，定名為努山塔拉，這座機場相距約35公里，將做為新首都的空中門戶。

## 设施
机场现有的新航站楼于2014年3月22日落成，造价2兆印尼盾，面积110,000平方米，年旅客吞吐量可达1,000万人次，而原有航站楼的年旅客量仅为170万人次，机场跑道长2,500米，可供波音747型的宽体飞机起降。机场配有水循环系统，可使用光伏照明，航站楼内有74个值机柜台、8条行李传送带，另有11座廊桥、140,900平方米的停机坪和可容纳2,300辆汽车的停车场。新的航站楼由雅加达苏加诺-哈达国际机场T3航站楼的设计师本杰明·阿里斯·努格罗霍（Benyamin Aris Nugroho）设计建造，属现代主义建筑，同时兼有东加里曼丹的传统文化风格；而旧航站楼将服务包机航班以及用作酒店。航站楼内的厕所使用有3D视觉效果的墙饰。

## 航空公司和目的地

### 客运航线
| 航空公司                      | 目的地                                                                                      |
| ----------------------------- | ------------------------------------------------------------------------------------------- |
| 巴泽航空                      | 雅加达-哈林、雅加达-苏哈、打拉根                                                            |
| 连城航空                      | 雅加达-苏哈、望加锡、泗水、日惹                                                             |
| 印尼鹰航                      | 雅加达-苏哈、吉达                                                                           |
| 印尼鹰航 由探索喷射机航空运营 | 马辰、丹戎勒德布、望加锡、打拉根、日惹                                                      |
| 印尼鹰航 由探索航空运营       | 帕朗卡拉亚                                                                                  |
| 印尼狮航                      | 万隆、马辰、巴淡、雅加达-苏哈、望加锡、万鸦老、帕卢、坤甸、三宝垄、泗水, 打拉根、日惹、吉达 |
| 三佛齐航空                    | 马辰、丹戎勒德布、雅加达-苏哈、望加锡、帕卢、泗水、打拉根、日惹                             |
| 飞翼航空                      | 马辰、丹戎勒德布、马穆朱、帕朗卡拉亚、丹戎塞洛                                              |
| 胜安航空                      | 新加坡                                                                                      |

### 货运航线
| 航空公司           | 目的地              |
| ------------------ | ------------------- |
| 卡迪航空           | 雅加达-哈林、新加坡 |
| 我的印尼航空       | 新加坡              |
| Tri-MG内线亚洲航空 | 雅加达-哈林、新加坡 |

## 事故和事件
- 1988年7月4日，包拉印尼航空（英语：Bouraq Indonesia Airlines）一架维克斯子爵客机（PK-IVW）在进近07跑道顺风着陆时右舷和前起落架损毁至無法修复程度，報廢的飛機被移到万隆。[36]
- 2007年11月13日，一架MD500直升机（英语：MD Helicopters MD 500）从巴厘巴板机场起飞后，发动机在400英尺的空中故障停止运转，螺旋桨保持旋转，直升机持续下降最后从15英尺的空中坠落。机体严重受损，事故中没有人员死亡。[37][38]
- 2011年10月23日，印尼狮航JT673航班（打拉根至巴厘巴板）一架波音737-900ER（PK-LHO），在雨中降落巴厘巴板机场时冲出跑道，虽然冲出跑道前三次执行制动，最终停在距离07跑道15米处，后起落架四个轮胎陷入地面半米。事件导致机场关闭八小时，超过20个航班延误，7班飞机备降马辰机场和望加锡机场，1班返航。[39][40][41]
- 2012年3月12日，巴达维亚航空Y6883航班（巴厘岛经停巴厘巴板飞往广州）一架空客A320，在降落巴厘巴板机场时，后起落架的四个轮胎陷入跑道末端的沥青中半米。事件导致机场关闭两小时，4班飞机备降马辰机场。[42][43]
- 2013年8月7日，钻石天空航空服务公司（PT Intan Angkasa Airline Services）的一架贝尔206直升机从中加里曼丹前往巴厘巴板，由于巴厘巴板的恶劣天气最终在机场以北居民区的一块空地紧急着陆。[44]
- 2014年11月7日，印尼狮航一架波音737-900ER（PK-LFP）的右水平尾翼遭到一辆客梯车撞击。[45]
- 2016年7月14日，三佛齐航空SJ159航班（巴厘巴板至雅加达-苏哈）一架波音737-300客机，在从机场起飞三十分钟后，机长发现客机的增压系统故障导致座舱压力异常，最终返航迫降巴厘巴板机场，部分乘客出现身体不适、昏迷和流鼻血现象。[46]
- 2016年11月1日，巴厘巴板的强降雨导致河流水位上涨，机场遭到洪水侵袭，部分航班延误。印尼鹰航GA560航班（雅加达-苏哈至巴厘巴板）由于能见度不足，在空中盘旋一小时后备降望加锡机场。[47][48][49]
- 2016年11月18日，三佛齐航空的飞机在巴厘巴板机场与一辆地勤卡车发生碰撞，客机的机身破裂。[50]

## 资料来源
1. ↑   [巴厘巴板市行政区划地图] (地图). 1:50,000.   [2017-12-29]. （原始内容存档于2017-05-01）.
2. 1 2  Ramdania El Hida. . regional.liputan6.com. Liputan6.com, Balikpapan. 2017-10-26  [2017-12-29]. （原始内容存档于2018-03-08）.
3. ↑  Rahmad. . kaltim.antaranews.com. antaranews. 2014-01-15  [2017-12-29]. （原始内容存档于2017-12-29）.
4. ↑  . bandaraonline.com. Bandara Online. 2014-10-23  [2017-12-29]. （原始内容存档于2017-12-29）.
5. ↑  . Dishub.kaltimprov.go.id. 2011-04-12  [2017-12-29]. （原始内容存档于2017-12-29）.
6. ↑  . Kaltimpost.co.id.   [2017-12-29]. （原始内容存档于2019-06-29）.
7. ↑  . Hubud.dephub.go.id. 2002-07-22  [2020-09-17]. （原始内容存档于2019-03-28）.
8. ↑  . Ini Balikpapan.   [2017-12-29]. （原始内容存档于2020-10-10）.
9. ↑  . kaltim.prokal.co. ProkalTim. 2017-12-24  [2017-12-29]. （原始内容存档于2018-11-01）.
10. ↑  hmasp. . 2015-04-25  [2015-04-26]. （原始内容存档于2015-06-19）.
11. ↑  . www.femina.co.id. Femina Indonesia. 2017-07-27  [2017-12-29]. （原始内容存档于2017-12-29）.
12. 1 2  . nasional.harianterbit.com. Harian Terbit. 2017-07-29  [2017-12-29]. （原始内容存档于2017-12-29）.
13. ↑  Sultan Aji Muhammad Sulaiman Airport. . Sepingganairport.com. （原始内容存档于2013-12-28）.
14. 1 2  . www.kompasiana.com. 2016-01-16  [2017-12-29]. （原始内容存档于2017-12-30）.
15. 1 2  . balikpapanspotters.   [2017-12-29]. （原始内容存档于2017-12-30）.
16. ↑  . tiketturindo.com.   [2017-12-29]. （原始内容存档于2020-06-19）.
17. ↑  . www.madinatuliman.com. MADINATULIMAN.COM.   [2017-12-29]. （原始内容存档于2017-12-29）.
18. ↑  . www.change.org. Discover Balikpapan.   [2017-12-29]. （原始内容存档于2014-12-20）.
19. ↑  Ramdania El Hida. . regional.liputan6.com. Liputan6. 2017-10-30  [2017-12-29]. （原始内容存档于2017-12-29）.
20. ↑  DANI JULIUS. . regional.kompas.com. Kompas. 2014-09-15  [2017-12-29]. （原始内容存档于2019-04-14）.
21. ↑  Skala News. . PT Skala Inti Media. 2014-09-16  [2017-12-29]. （原始内容存档于2016-03-22）.
22. ↑  . 2014-09-15  [2014-09-16]. （原始内容存档于2016-04-28）.
23. ↑  徐榆涵. . 聯合報. 2022-01-18  [2022-01-18]. （原始内容存档于2022-01-18）.
24. ↑  Heru Febrianto. . 2014-03-22  [2014-03-22]. （原始内容存档于2014-03-23）.
25. 1 2  Luc Citrinot. . www.traveldailynews.asia. TravelDailyNews. 2014-03-21  [2017-12-29]. （原始内容存档于2017年12月29日）.
26. ↑  . nationalgeographic.co.id. National Geographic Indonesia. 2017-10-26  [2017-12-29]. （原始内容存档于2018-05-17）.
27. ↑  . travel.dream.co.id. Dream news. 2017-05-17  [2017-12-29]. （原始内容存档于2020-11-26）.
28. ↑  Balikpapan Pos Online. . balikpapanpos.co.id. （原始内容存档于2015-11-26）.
29. ↑  Aldian Wahyu Ramadhan. . Republika. 2015-03-31  [2017-12-29]. （原始内容存档于2019-01-21） （印度尼西亚语）. Rute baru yang akan diterbangi oleh Batik Air adalah: ... Balikpapan menuju Halim Perdanakusuma ... Balikpapan menuju Tarakan
30. ↑  . 2012-12-26  [2017-01-07]. （原始内容存档于2019-04-21）.
31. ↑  .   [2017-01-07]. （原始内容存档于2019-06-29）.
32. ↑  http://m.harnas.co/2017/01/25/lion-air-buka-rute-pontianak-balikpapan%5B%5D
33. ↑  Jim Liu. . www.routesonline.com. UBM (UK) Ltd. 2017-09-08  [2017-12-29]. （原始内容存档于2017-11-12）.
34. ↑  .   [2017-01-07]. （原始内容存档于2016-05-31）.
35. ↑  .   [2017-01-07]. （原始内容存档于2018-10-05）.
36. ↑  . Aviation Safety Network.   [2009-10-08]. （原始内容存档于2012-10-25）.
37. ↑  . bandara.web.id. Pengetahuan Bandar Udara. 2007-11-14  [2017-12-29]. （原始内容存档于2021-03-01）.
38. ↑  . news.liputan6.com. Liputan6.com, Balikpapan. 2007-11-14  [2017-12-29]. （原始内容存档于2017-12-30）.
39. ↑  . bandara.net. Digital Bandar Udara Network. 2011-10-23  [2017-12-29]. （原始内容存档于2017-12-30）.
40. ↑  Koran Kaltim. . inilah.com. Inilahcom. 2011-10-23  [2017-12-29]. （原始内容存档于2017-12-30）.
41. ↑  . www.beritasatu.com. Beritasatu. 2011-10-23  [2017-12-29]. （原始内容存档于2020-05-27）.
42. ↑  Lia Harahap. . www.merdeka.com. Merdeka. 2012-03-12  [2017-12-29]. （原始内容存档于2020-11-13）.
43. ↑  . kaltim.tribunnews.com. BALIKPAPAN, tribunkaltim.co.id. 2012-03-12  [2017-12-29]. （原始内容存档于2017-12-30）.
44. ↑  DANI JULIUS. . regional.kompas.com. BALIKPAPAN, KOMPAS.com. 2013-08-07  [2017-12-29]. （原始内容存档于2020-06-09）.
45. ↑  Gerry Soejatman. . www.gerryairways.com. GERRYAIRWAYS. 2014-11-08  [2017-12-29]. （原始内容存档于2021-01-25）.
46. ↑  . kaltim.prokal.co. PROKAL.CO, BALIKPAPAN. 2016-07-15  [2017-12-29]. （原始内容存档于2021-01-13）.
47. ↑  . www.beritasatu.tv. BeritaSatu. 2016-11-01  [2017-12-29]. （原始内容存档于2021-04-17）.
48. ↑  . kaltim.tribunnews.com. TRIBUNKALTIM.CO, BALIKPAPAN. 2016-11-01  [2017-12-29]. （原始内容存档于2019-06-29）.
49. ↑  . news.prokal.co. BREAKING NEWS. 2016-11-01  [2017-12-29]. （原始内容存档于2017-12-30）.
50. ↑  Achmad Fauzi. . ekonomi.kompas.com. kompas. 2016-11-18  [2017-12-29]. （原始内容存档于2018-02-12）.